# Cape Cod Crusaders
Cape Cod Crusaders foi uma agremiação esportiva da cidade de Buzzards Bay, Massachusetts.  Disputava a Premier Development League.

## História
O Cape Cod Crusaders disputou a Premier Development League entre 1994 e 2008, ano que foi extinto em 2008. A equipe disputou a Lamar Hunt U.S. Open Cup em quatro oportunidades.

## Títulos
Campeão Invicto
| NACIONAIS      | NACIONAIS                  | NACIONAIS | NACIONAIS                                     |
|                | Competição                 | Títulos   | Temporadas (Artilheiro)                       |
| -------------- | -------------------------- | --------- | --------------------------------------------- |
| Estados Unidos | Premier Development League | 2         | 2002 (Gary Meola: 11), 2003 (Felipe Maia: 23) |

## Estatísticas

### Participações
|  | Participações em 2018 |

| Competição     | Competição               | Temporadas | Melhor campanha      | Estreia | Última | P | R |
| Estados Unidos | Lamar Hunt U.S. Open Cup | 4          | Terceira Fase (2004) | 1999    | 2006   |   | – |